# Carex damiaoshanensis
Carex damiaoshanensis är en halvgräsart som beskrevs av X.F.Jin och Chao Zong Zheng. Carex damiaoshanensis ingår i släktet starrar, och familjen halvgräs. Inga underarter finns listade i Catalogue of Life.